# Henry P. Alexander
Henry Porteous Alexander (* 13. September 1801 in Little Falls, Herkimer County, New York; † 22. Februar 1867 ebenda) war ein US-amerikanischer Politiker (Whig Party).

## Werdegang
Henry Porteous Alexander besuchte öffentliche Schulen. Danach ging er Handelstätigkeiten und Bankgeschäften in Little Falls nach. 1839 wurde er Präsident der Herkimer County Bank in Little Falls, eine Stellung, die er bis zu seinem Tod innehatte. 
Alexander war 1834 und 1835 Dorfvorsteher von Little Falls. Er kandidierte 1846 und 1850 jeweils erfolglos um einen Sitz im US-Repräsentantenhaus (30. und 31. US-Kongress), wurde allerdings in den 31. US-Kongress gewählt. Alexander war dort zwischen dem 4. März 1849 und dem 3. März 1851 tätig.